# Epinephelus bruneus
Epinephelus bruneus és una espècie de peix de la família dels serrànids i de l'ordre dels perciformes.

## Morfologia
Els mascles poden assolir els 128 cm de longitud total.

## Distribució geogràfica
Es troba a Corea, Japó, Xina i Taiwan.